# Olle Möller
Olof Manfred "Olle" Möller, född 20 april 1906 Iron Mountain, Michigan, USA, död 22 mars 1983 i Örebro, var en svensk idrottsman och potatishandlare, som gått till den svenska kriminalhistorien som huvudperson i två av Sveriges mest uppmärksammade mordfall. För båda brotten, som ägde rum med tjugo års mellanrum, 1939 och 1959, dömdes Möller på indicier och mot sitt nekande. 
I det första fallet fälldes Möller för våldtäktsförsök och misshandel med dödlig utgång av 10-åriga stockholmsflickan Gerd Johansson 1939 och i det andra för mord på den 34-åriga tvåbarnsmamman Rut Lind från Fjugesta 1959. Ett tredje fall inträffade sommaren 1955, då den femåriga Kerstin Blom från Stockholm hittades mördad. Polisen utredde återigen Möller, men för det brottet blev han varken anklagad eller dömd.
Olle Möller var trefaldig svensk mästare i terränglöpning och hade sex SM-tecken för 4-mannalag i samma gren.

## Barndom och uppväxt
Olle Möller föddes i Michigan i USA där hans föräldrar var bosatta vid denna tidpunkt. Hans mor och morfar uppfostrade honom under knappa omständigheter. År 1927 gjorde han värnplikten som bilförare vid Svea trängkår i Örebro, en utbildning som han fick nytta av efter avslutad tjänstgöring. Från 1926 och fram till 1939 var han en framgångsrik idrottsman. År 1930 flyttade han till Stockholm, där han anställdes som chaufför vid Grönwalls Bryggeri. När det politiska läget i Europa under 1930-talet blev allt ostadigare satsade han sina besparingar på att starta ett café i Råsunda. Verksamheten blev inte tillräckligt lönsam, så Möller drev parallellt en liten potatisgrossiströrelse.

## Friidrottskarriär
Olle Möller började sin löparkarriären i IF Start i Örebro, där han börjat löpträna för att förbättra sin kondition som boxare. IF Linnéa i Stockholm fick upp ögonen för den duktige Möller och föreningen ordnade honom ett arbete på Grönwalls Bryggeri, där han körde ut öl och svagdricka. Han vann tre individuella SM-titlar i terränglöpning 1928, 1933 och 1934 och därutöver blev det SM-guld i terränglöpning för lag fem gånger; 1935–1939 och ett på 10 000 meter för lag 1939.

## Fallet Gerd
Den 2 december 1939 anmäldes tioåriga Gerd Johansson saknad. Dagen innan hade hon försvunnit sedan hon skilts från några kamrater vid S:t Eriksplan i Stockholm, och hennes föräldrar hade sökt efter henne hela natten. Den 8 december påträffades hennes kropp vid Lötsjön i Sundbyberg. Vid obduktionen konstaterades att hon blivit utsatt för sexuellt övergrepp och strypt  på kvällen (utifrån analys av maginnehållet) samma dag som hon försvann. I början av 1940 började polisen intressera sig för Möller. Han disponerade en mindre skåpbil i vilken han ofta medförde sin hund, en schäferliknande blandras mellan schäfer och sankt bernhardshund. Vid bilfärderna låg hunden placerad på några jutesäckar i lastutrymmet. På Gerds kappa hittades vad som troddes vara jutefibrer och ett stort antal hårstrån, som ansågs komma från en schäfer eller gråhund. 
Ett vittnesmål för mordkvällen, från en kvinna på den båt från vilken Möller hämtade potatis, gav Möller ett alibi och han släpptes därför fri i januari 1940. Senare konstaterades att vittnet blandat ihop två dagar. Vid kontroll visade det sig att båten inte hade anlänt till den aktuella kajplatsen förrän den 5 december. I december 1940 anhölls Möller därför på nytt. Ytterligare ett vittne som Möller åberopade beslogs med mened och Möller kom således att sakna alibi för mordkvällen. Den 7 mars 1941 dömdes han till tio års straffarbete för försök till våldtäkt och misshandel varav döden följt. Straffet fastställdes av hovrätten 14 mars 1942 och av Högsta domstolen 26 juni 1942.

## Fängelsetiden
Möller satt fängslad på Långholmen från december 1940 till september 1947. Under en kort tid 1946 var han intagen på Hågaanstaltens sjukhus.  Möller ansökte om nåd i maj 1944, i maj 1945, i december 1946 och 1947. Vid den sista nådeansökan kortades straffet med ett halvår. Den 15 september 1947 flyttades han till fängelset i Malmö varifrån han frigavs villkorligt den 11 september 1948 efter att ha avtjänat sju år och nio månader av det tioåriga straffet.

## Kerstin Blom
Den 18 juli 1955 försvann 5-åriga Kerstin Blom och den 25 juli fann man henne våldtagen och mördad, nedstoppad i en väska vid Albysjön i Fittja. Polisen utredde återigen Olle Möller, men han hade ett vattentätt alibi. År 1964 greps Hugo Färnström som misstänkt för mordet och dömdes 1965 till livstids fängelse för mordet.

## Fjugestafrun Rut Lind
År 1959 dömdes Möller för ytterligare ett mord på en kvinna, Rut Lind, från Fjugesta utanför Örebro. Åtalet byggde helt på indicier och vittnesmål. Rätten ansåg sig kunna bortse från vittnesmål från Möllers hustru och arbetsgivare, vilka hävdade att Möller ej kunde ha haft tillfälle att utföra gärningen. 

## Efterspel
År 1998 gjorde Kungliga tekniska högskolan i Stockholm en DNA-analys av hundhår från Gerd-fallet för att klarlägga Möllers eventuella skuld, dock utan resultat. Möller hävdade hela livet att han var oskyldig.
Så sent som 2007 begärde en anhörig till Olle Möller rättelse av Jovan Rajs uppgifter i boken Nordens farligaste kvinna. Rajs hade påstått att Möller gjort sig skyldig till två mord på småflickor under 1950-talet. Rättsläkaren Robert Grundin menar att Rajs blandat ihop Möllers fall med Färnströms.
Efter Olle Möllers död övertog hans yngsta dotter hans ansökan om resning. Denna avslogs av HD 24 maj 1985. År 2012 kom romanen Mördaren i folkhemmet ut på Piratförlaget, skriven av advokaterna Lena Ebervall och Per E Samuelson, som i romanform beskriver rättsfallen och Olle Möllers liv. I boken framställs det som att Olle Möller utsatts för justitiemord och att han i alla tre fall var oskyldig.

## Galleri

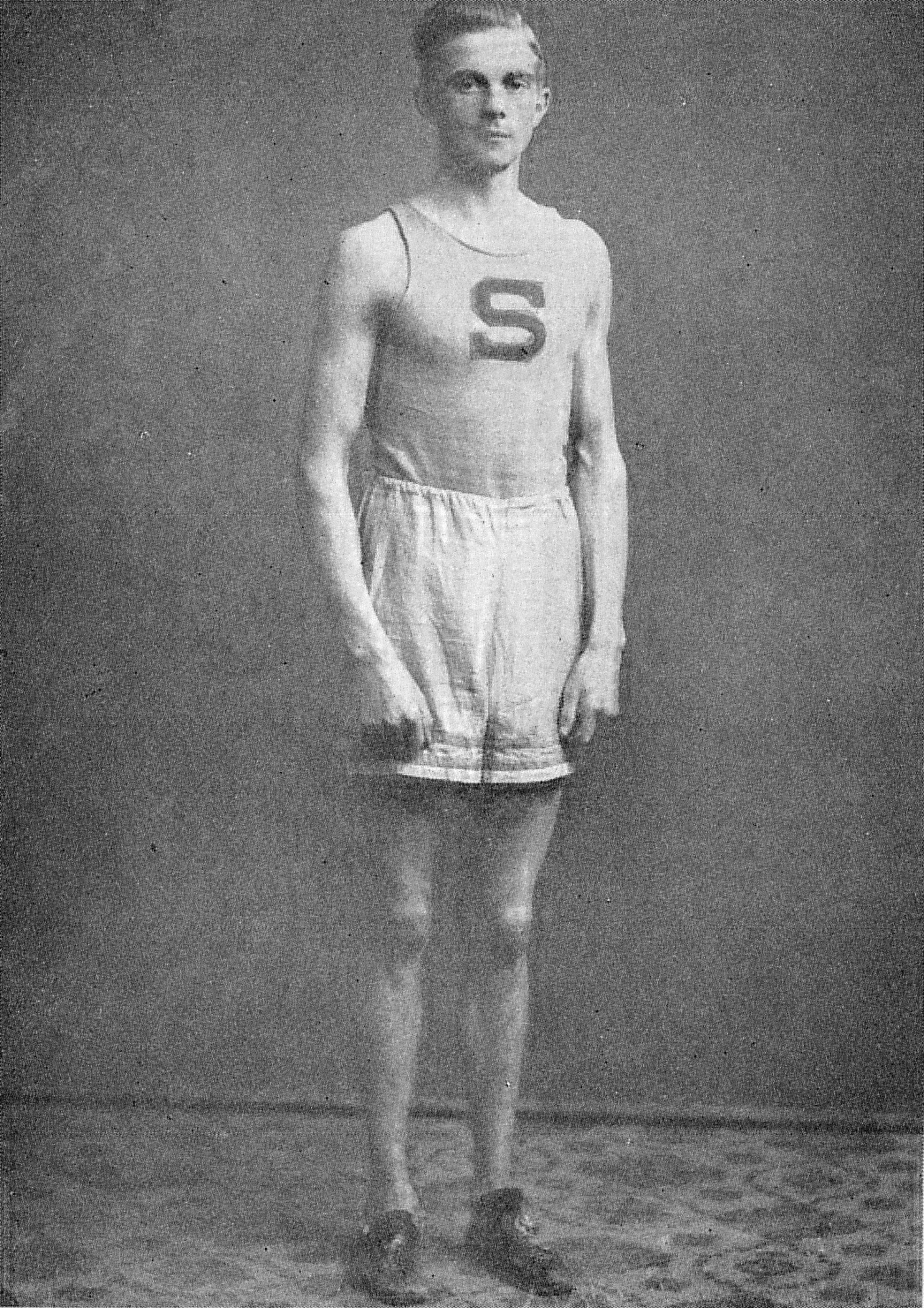
Olle Möller ca 1928
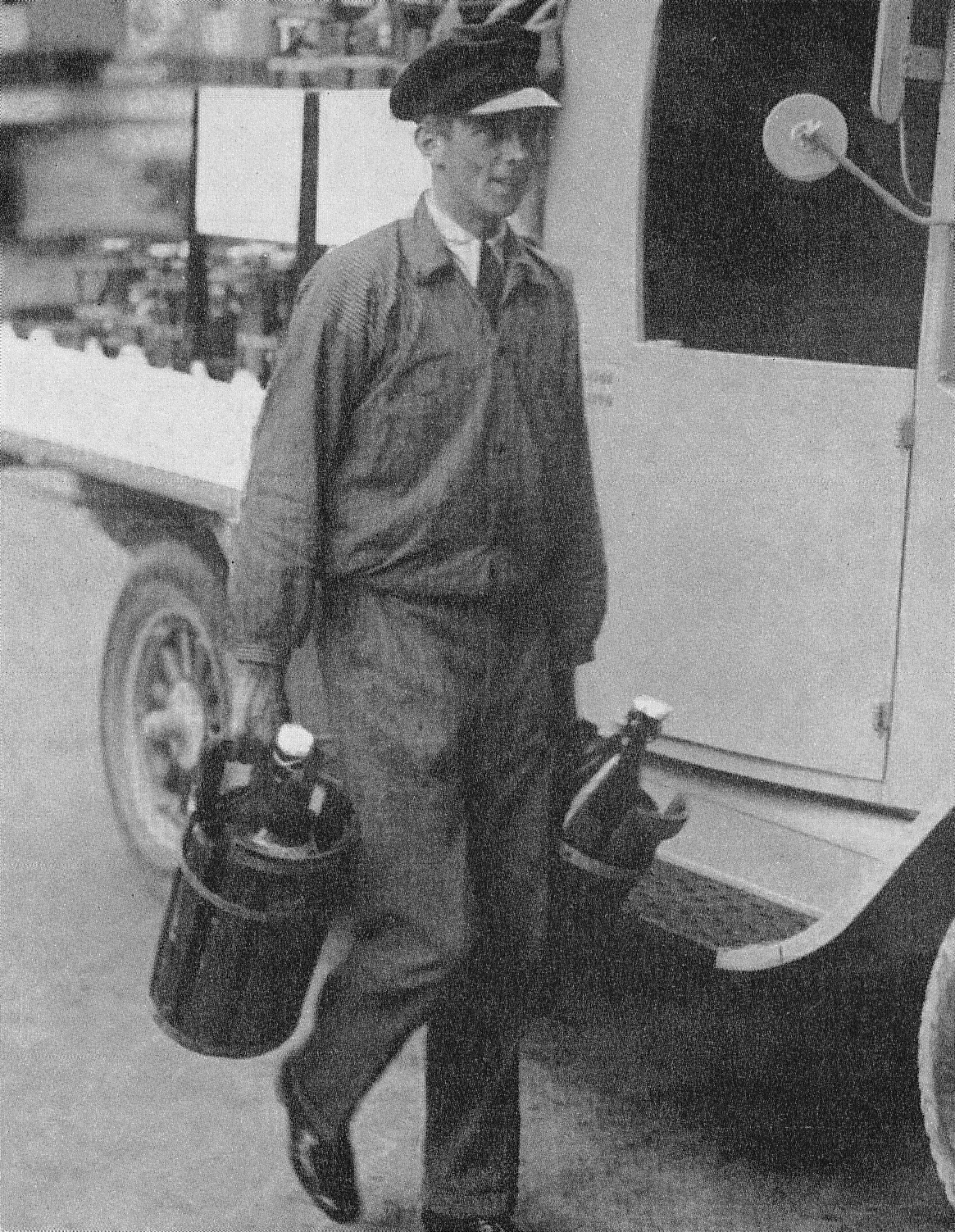
Olle Möller som chaufför på Grönwalls Bryggerier
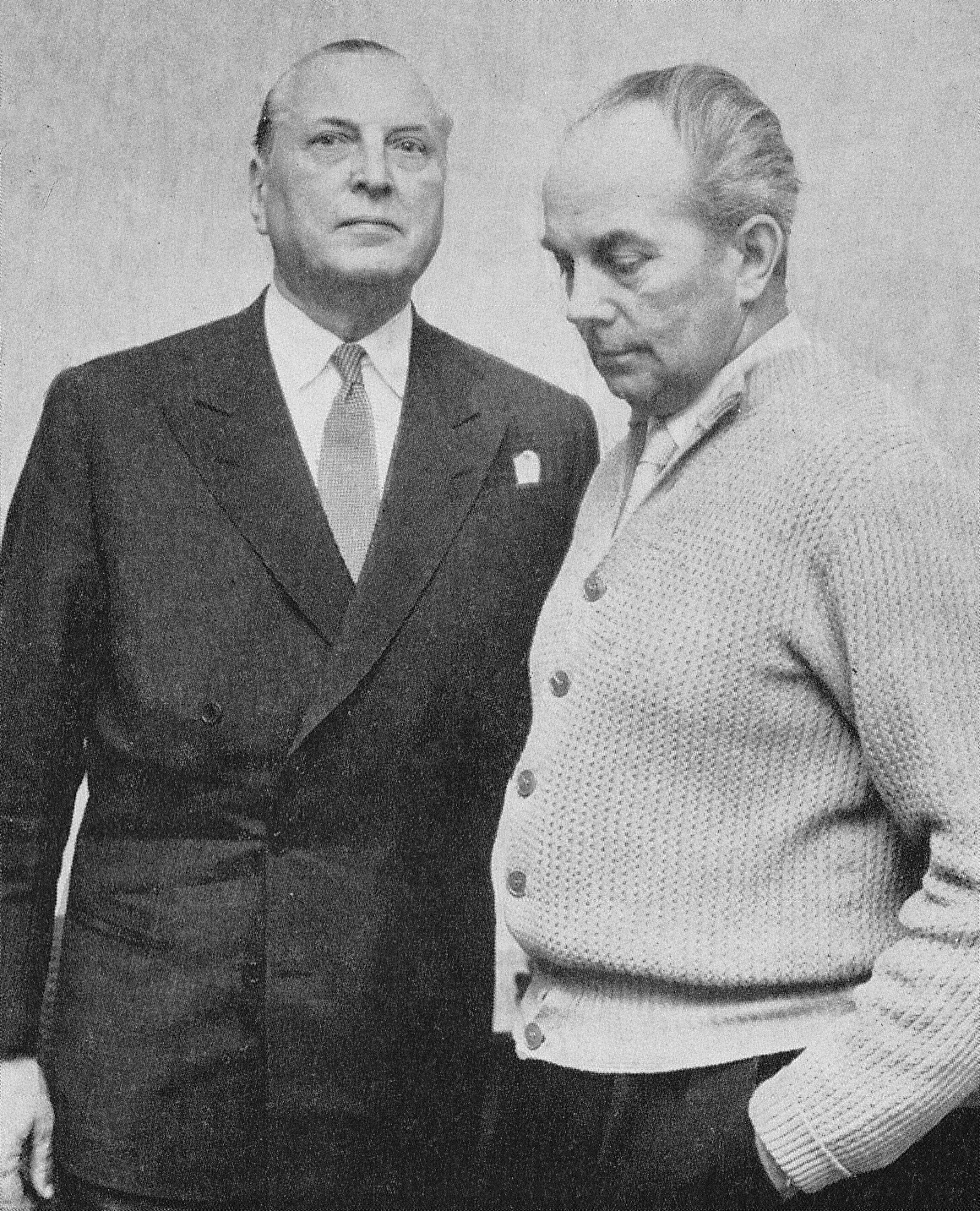
Möller med sin försvarsadvokat Einar van de Velde